# Nuculana spargana
Nuculana spargana är en musselart som först beskrevs av Dall 1916.  Nuculana spargana ingår i släktet Nuculana och familjen tandmusslor. Inga underarter finns listade i Catalogue of Life.